# Jesuit Joe
Jesuit Joe ist eine Comicverfilmung von Der Mann aus Kanada des italienischen Autors Hugo Pratt unter der Regie von Olivier Austen aus dem Jahr 1991. Der in Kanada spielende Western kam im deutschsprachigen Raum nicht zur Aufführung.

## Handlung
1911, Kanada. Der Métis Jesuit Joe kehrt nach Hause zurück und überführt mit unorthodoxen Methoden zwei Diebe durch die Wildnis vor das Gericht der Royal Mounted Police.

## Rezeption
Der Film beeindruckte allein durch die faszinierende Landschaft; das Drehbuch entstand unter Mitarbeit des Comicautors Hugo Pratt, der die Story entwickelte. Die Kritiker schrieben einhellig Verrisse.